# Raymond Gravel

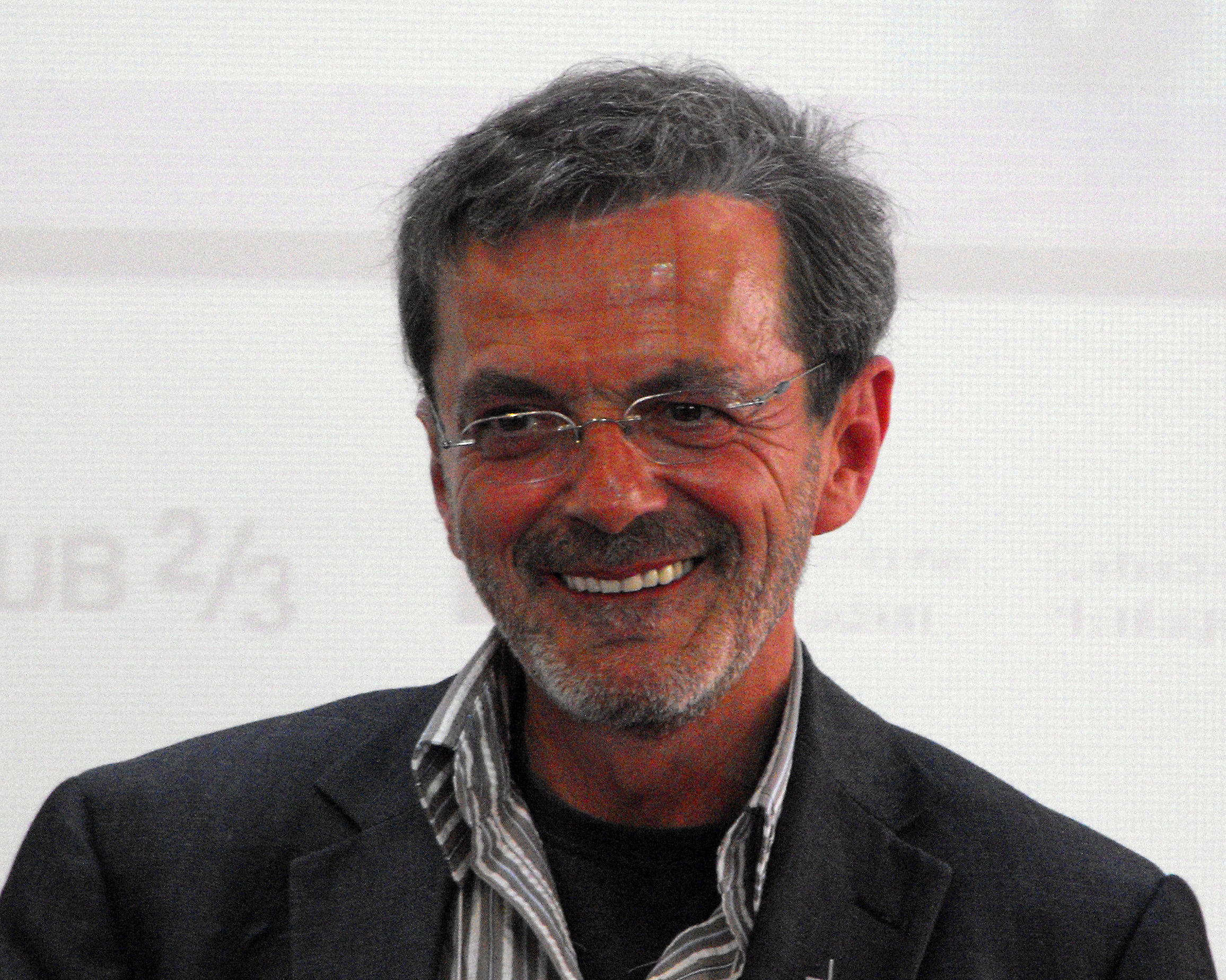
Raymond Gravel (2008)

Raymond Gravel (* 4. November 1952 in Saint-Damien-de-Brandon, Québec; † 11. August 2014 in Joliette, Québec) war ein kanadischer römisch-katholischer Priester und Abgeordneter im kanadischen Unterhaus.

## Leben
Raymond wuchs in Québec auf. Mit 16 Jahren verließ Gravel das Elternhaus und zog nach Montreal, wo er als Escort tätig war und in Bars für Homosexuelle arbeitete. Mit 30 Jahren trat Gravel 1982 in ein katholisches Priesterseminar in Kanada ein und studierte Theologie an der Universität Montreal. Nach seiner Ausbildung wurde Gravel zum Priester ordiniert. Er war als Priester an der St. Joachimkirche in La Plaine, Québec, tätig.
Gravel wurde am 29. Oktober 2006 als Kandidat der kanadischen Partei Bloc Québécois aufgestellt. Als ihm die Erlaubnis der Kirchenleitung zur Kandidatur verweigert wurde, beantragte Gravel seine Beurlaubung. Gravel gewann die Parlamentswahlen und zog als Abgeordneter für den Wahlkreis Repentigny am 27. November 2006 in das Unterhaus ein. Bei den Unterhauswahlen 2008 verzichtete er auf eine erneute Kandidatur und wurde wieder als Priester tätig. Auf der Website LifeSiteNews wurde Gravel in zahlreichen Artikeln thematisiert, die er als diffamierend empfand. Schließlich verklagte er die Plattform wegen Verleumdung. Die Klage wurde 2013 zur Verhandlung angenommen.